# DokiDoki Live
DokiDoki Live(ドキドキLIVE、ドキドキライブ)とは株式会社音娯時間エンターテインメントが運営するiOS、Androidのライブ動画配信および視聴を行えるアプリケーション。
2016年7月 株式会社音娯時間エンターテインメント設立。2016年9月 AppStore上にてDokiDoki Liveサービスを開始する。

## 概要
DokiDoki Liveは「人生は楽しみ、ライブはドキドキ」という概念を生み出す先駆けとなる。生配信（Live配信）機能、特殊美肌機能、カラオケ機能、動画作成・編集機能、ファミリー機能という五つの主要機能を持つ。アイドル、モデル、Youtuber、歌手、声優、人気キャラクターが勢ぞろい
楽しい瞬間をみんなで共有したり、自分の才能を披露するのもよし！人生を変えるチャンスはここにある！

## 機能紹介
1、生配信（Live配信）機能
live配信であなたの世界をみんなと共有しよう！複雑な手続きは一切不要、スマホだけで完了！すくに生主にSNS（line&facebook&Twitter&Instagram）にシェア可能！配信中に録画も可能！動画作成際には17~30秒で操作し、表現する。誰でも簡単に活躍できるステージを提供中
2、特殊美肌機能
特殊美肌機能を使って、一瞬で理想の小顔に大変身！豊富なフィルターを用意！ユニークで楽しい顔認識スタンプ盛りたくさん自在に写真や動画を加工できる！
3、カラオケ機能
日本初カラオケ機能搭載の無料配信アプリDokiDoki Liveは現在、約11000曲を収録中である。アプリ上にて、月間カラオケ大会の開催をスタートさせ、カラオケ好きな方を対象として場所を提供する。好きな曲をキャスターにリクエストできる！ファンのリクエストが見える！歌詞を覚える必要なし　家でも外でも簡単にカラオケを満喫できる！
4、ファミリー機能
ファミリーグループの中では、ライブチャットをしったり、写真を送ったり、配信を皆で一緒に視聴したりすることが可能
誰でも簡単に好きなファミリーに加入可能
また、ファミリーメンバーになれば沢山の特権を獲得できる

## 歴史
- 2016年7月 株式会社音娯時間エンターテインメント設立。
- 2016年9月 AppStore上にてDokiDoki Liveサービスを開始する。
- 2017年5月 oricon Sound Blowin'2017～spring - Maison book girl　DokiDoki Liveが提携開催
- 2017年6月 AppStoreソーシャルネットワーキングランキングTOP5&Google PlayソーシャルネットワーキングランキングTOP2に選出される。
- 2017年8月 イベント「読モ総選挙」をDokiDoki Liveが開催。
- 2017年9月 カラオケ大会開催。
- 2017年11月 DokiDoki Live１周年感謝祭を東京にて開催。
- 2018年12月　DokiDoki Live２周年感謝祭を東京にて開催。
- 2019年6月　JOYSOUNDカラオケ＊DokiDoki LIVEサービス連携業務展開

## 出来事
- 2016年8月に最初のバージョンのリリースする。日本ソーシャルネットワーキングランキングTOP2を獲得した。
- 累計ダウンロード数は2,500,000を超える。累計ライブ視聴時間は75,500,000hを突破する。
- 2017年7月2日、 Twitter上のファーストビューに表示され、DokiDoki Live公式CMの閲覧数は1815万突破となる。